# Lucia Rijker
Lucia Rijker est une boxeuse professionnelle et actrice originaire des Pays-Bas née le 6 décembre 1967 à Amsterdam.

## Carrière sportive
D'abord kickboxeuse, elle commence sa carrière en boxe anglaise en 1996 et remporte l'année suivante le titre de championne du monde WIBF des poids super-légers puis le titre IBO de la catégorie en 1998. Rijker combat jusqu'en 2004 et reste invaincue en 17 affrontements.

## Titres

### Kickboxing
- 1988–1989 — Championne du monde IWBA
- 1985–1994 — Championne du monde WKA
- 1989–1994 — Championne du monde ISKA

### Boxe anglaise
- 1997 — Championne du monde WIBF poids super-légers
- 1998 — Championne du monde IBO poids super-légers

## Filmographie
- 2009 : Star Trek : l'officier Romulan des communications
- 2005-2009 : The L Word (série télévisée) : Dusty / l'entraineur de Dana
- 2007 : I Love You Mommy (court-métrage TV) : Grim Reaper
- 2004 : Million Dollar Baby : Billie 'L'Ourse bleue'
- 2004 : JAG (série télévisée) : sergent Maria Hoyos
- 2004 : Veronica's Fight Master (série télévisée) : le second Coach
- 2002 : Rollerball : le n° 9 de l'équipe des Rouges